# Knut Kircher
Knut Kircher (Hirschau, 1969. február 2. –) német nemzetközi labdarúgó-játékvezető. Polgári foglalkozása műszaki mérnök.

## Pályafutása

### Nemzeti játékvezetés
1997-ben lett országos minősítésű, 2002-ben a Bundes Liga játékvezetője. Első ligás mérkőzéseinek száma: 162 (2010).

### Nemzetközi játékvezetés
A Német labdarúgó-szövetség Játékvezető Bizottsága (JB) terjesztette fel nemzetközi játékvezetőnek, a Nemzetközi Labdarúgó-szövetség (FIFA) 2004-től tartotta nyilván bírói keretében. Több nemzetek közötti válogatott és klubmérkőzést vezetett. UEFA besorolás szerinti „mester” kategóriából 2010-2011 idényben egy kategóriával visszaminősítették. A német nemzetközi játékvezetők rangsorában, a világbajnokság-Európa-bajnokság sorrendjében többedmagával a 14. helyet foglalja el 7 találkozó szolgálatával.

#### Világbajnokság
A világbajnoki döntőhöz vezető úton Németországba a XVIII., a 2006-os labdarúgó-világbajnokságra és Dél-Afrikába a XIX., a 2010-es labdarúgó-világbajnokságra a FIFA JB játékvezetőként alkalmazta.
| Időpont             | Helyszín                              | Mérkőzés típusa           | Mérkőzés           | Eredmény | Nézők száma |
| ------------------- | ------------------------------------- | ------------------------- | ------------------ | -------- | ----------- |
| 2004. szeptember 8. | Comunal d'Aixovall, Stadion, La Vella | előselejtező (1. csoport) | Andorra–Románia    | 1 : 5    | 600         |
| 2008. október 15.   | AXA Stadion, Braga                    | előselejtező (1. csoport) | Portugália–Albánia | 0 : 0    | 29 500      |
| 2009. szeptember 5. | Nemzeti Stadion, Ramat-Gan            | előselejtező (2. csoport) | Izrael–Litvánia    | 0 : 1    | 20 000      |

#### Európa-bajnokság
2007-ben Hollandiában rendezett tornán a FIFA JB bírói szolgálattal bízta meg.
| Időpont          | Helyszín                        | Mérkőzés típusa        | Mérkőzés             | Eredmény | Nézők száma |
| ---------------- | ------------------------------- | ---------------------- | -------------------- | -------- | ----------- |
| 2007. június 13. | Euroborg Stadion, Groningen     | selejtező (A. csoport) | Hollandia–Portugália | 2 : 1    | 19 498      |
| 2007. június 17. | Goffert Stadion, Nijmegen       | selejtező (B. csoport) | Anglia–Szerbia       | 2 : 0    | 9 133       |
| 2007. június 20. | Abe Lenstra Stadion, Heerenveen | egyik elődöntő         | Hollandia–Anglia     | 1 : 1    | 23 467      |

Az európai-labdarúgó torna döntőjéhez vezető úton Ausztriába és Svájcba a XIII., a 2008-as labdarúgó-Európa-bajnokságra valamint Ukrajnába és Lengyelországba a XIV., a 2012-es labdarúgó-Európa-bajnokságra az UEFA JB játékvezetőként foglalkoztatta.
| Időpont             | Helyszín                          | Mérkőzés típusa           | Mérkőzés                           | Eredmény | Nézők száma |
| ------------------- | --------------------------------- | ------------------------- | ---------------------------------- | -------- | ----------- |
| 2006. szeptember 2. | Crvena Zvezda Stadion, Belgrád    | előselejtező (A. csoport) | Szerbia és Montenegró–Azerbajdzsán | 1 : 0    |             |
| 2007. június 2.     | Gradski Stadion, Szkopje          | előselejtező (E. csoport) | Macedónia–Izrael                   | 1 : 2    | 16 000      |
| 2007. október 17.   | Boris Paichadze Stadion, Tbiliszi | előselejtező (B. csoport) | Grúzia–Skócia                      | 2 : 0    | 55 500      |
| 2011. március 29.   | Råsunda Stadion, Solna község     | előselejtező (E. csoport) | Svédország–Moldova                 | 2 : 1    | 25 544      |

#### Nemzetközi kupamérkőzések

##### UEFA Bajnokok Ligája
| Időpont          | Helyszín             | Mérkőzés típusa           | Mérkőzés                       | Eredmény |
| ---------------- | -------------------- | ------------------------- | ------------------------------ | -------- |
| 2005. július 27. | Népstadion, Budapest | kvalifikáció, második kör | Debreceni VSC–HNK Hajduk Split | 3 : 0    |

## Magyar vonatkozás
| Időpont          | Helyszín                           | Mérkőzés típusa           | Mérkőzés             | Eredmény |
| ---------------- | ---------------------------------- | ------------------------- | -------------------- | -------- |
| 2009. július 30. | Şükrü Saracoğlu Stadion, Isztambul | kvalifikáció harmadik kör | Fenerbahçe SK–Honvéd | 5 : 1    |

## Szakmai sikerek
2012-ben a DFB JB szakmai felkészültségét elismerve az Év Játékvezetője címmel tüntette ki.